# Dynastia Alawitów
Alawici – dynastia panująca w Maroku (od roku 1631 do dziś).

## Sułtani i królowie z dynastii Alawitów
Do 1666 dynastia władała tylko Tafilalt w południowym Maroku
- Maulaj Ali asz-Szarif (1631–1636)
- Muhammad ibn Ali asz-Szarif (1636–1664)
- Maulaj Raszid (od 1664, następnie sułtan całego Maroka)

Władcy Maroka:
- Maulaj Raszid (1666–1672), od 1664 w Tafilalt
- Muhammad I as-Saghir, Al-Harrani, Abu al-Abbas Ahmad I, Maulaj Ismail (1672–1684)
- Maulaj Ismail (1684–1727)
- Abu al-Abbas Ahmad II (1727–1728) (po raz pierwszy)
- Abd al-Malik (1728)
- Abu al-Abbas Ahmad II (1728–1729) (po raz drugi)
- Abdullah ibn Ismail (1729–1735) (po raz pierwszy)
- Ali ibn Ismail (1735–1736)
- Abdullah ibn Ismail (1736) (po raz drugi)
- Muhammad II ibn Ismail (1736–1738)
- Al-Mustadi ibn Ismail (1738–1740)
- Abdullah ibn Ismail (1740–1745) (po raz trzeci)
- Zajn al-Abidin (1745)
- Abdullah ibn Ismail (1745–1757) (po raz czwarty)
- Muhammad III (1757–1790)
- Jazid ibn Muhammad, Hiszam ibn Muhammad (1790–1792)
- Maulaj Sulajman (1792–1822) (do 1797 równolegle Hiszam ibn Muhammad)
- Maulaj Abd ar-Rahman (1822–1859)
- Muhammad IV (1859–1873)
- Hassan I (1873–1894)
- Abd al-Aziz IV (1894–1908)
- Maulaj Abd al-Hafiz (1908–1913)
- Jusuf ibn Hassan (1913–1927)
- Muhammad V (1927–1953) (po raz pierwszy)
- Muhammad ibn Arafa (1953–1955)
- Muhammad V (1955–1961) (po raz drugi)
- Hassan II (1961–1999)
- Muhammad VI (1999–)